# 夏口县
夏口县，中国旧县名。
1912年由夏口厅改置，治所在汉口（今湖北省武汉市汉口）。後來因夏口縣區域內設立了汉口市，其餘区域太小，无成县之可能，1929年撤销，分别并入漢口市及汉阳县。 